# Gertrude Berg
Gertrude Berg (New York, 3 ottobre 1899 – New York, 14 settembre 1966) è stata un'attrice, sceneggiatrice e produttrice televisiva statunitense, vincitrice di un Emmy Award per la miglior attrice in una serie commedia e un Tony Award alla miglior attrice protagonista in uno spettacolo .

## Filmografia

### Attrice
- The Goldbergs - serie TV, 38 episodi (1949-1957)
- Molly I Goldberg (1950)
- The Alcoa Hour – serie TV, episodio 1x15 (1956)
- The United States Steel Hour - serie TV, 3 episodi (1954-1959)
- Play of the Week - serie TV, 1 episodio (1959)
- Hennesey - serie TV, 1 episodio (1961)
- The Gertrude Berg Show - serie TV, 26 episodi (1961-1962)

### Sceneggiatrice
- The Goldbergs - serie TV, 29 episodi (1949-1956)
- The Gertrude Berg Show - serie TV, 1 episodio (1961)

### Produttrice
- The Goldbergs (1949)